# Sombrun
Sombrun is een gemeente in het Franse departement Hautes-Pyrénées (regio Occitanie) en telt 237 inwoners (1999). De plaats maakt deel uit van het arrondissement Tarbes.

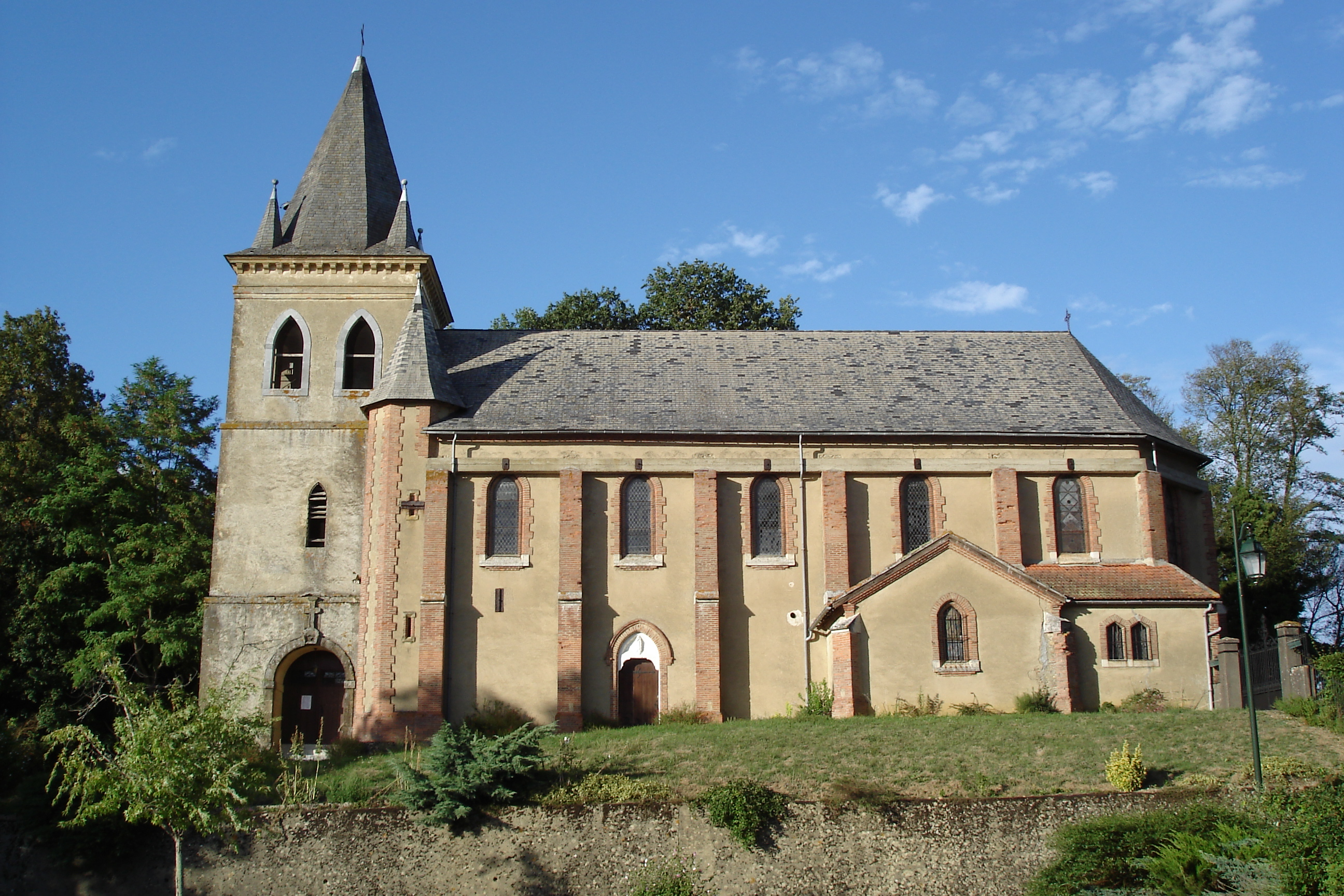
Kerk
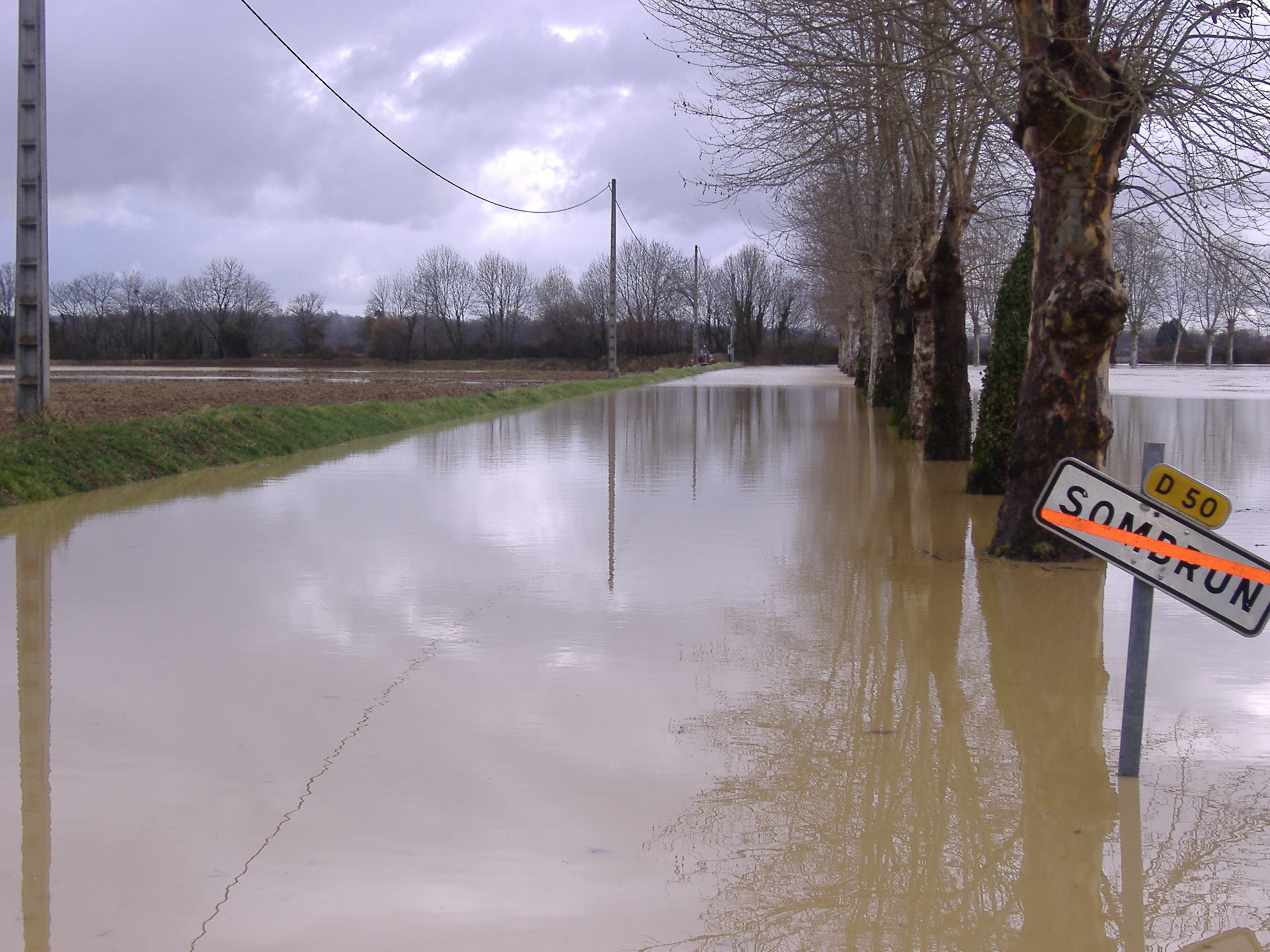
Overstroming van de Ayza in 2006

## Geografie
De oppervlakte van Sombrun bedraagt 9,5 km², de bevolkingsdichtheid is 24,9 inwoners per km².

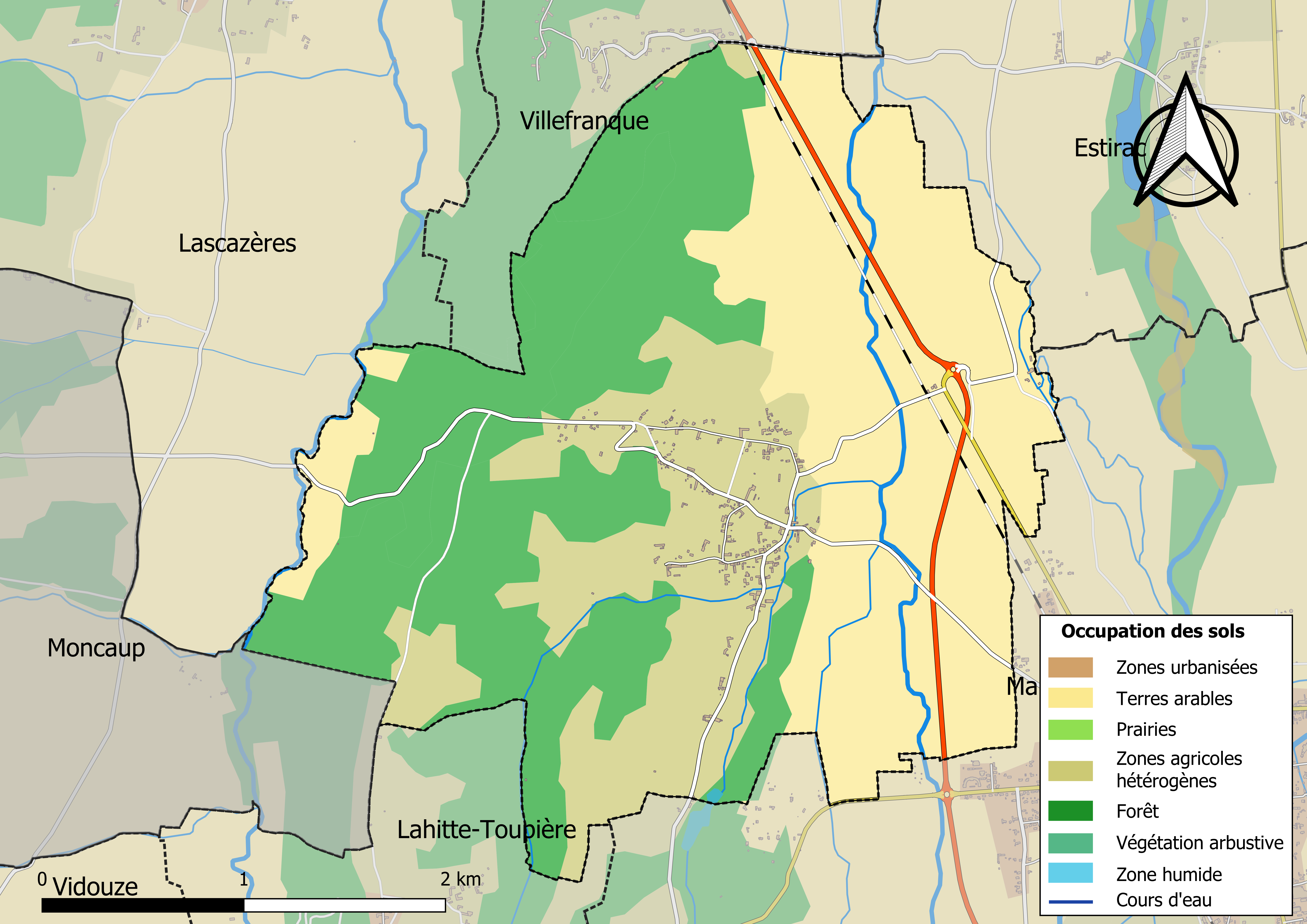
Kaart van de gemeente met belangrijkste infrastructuur, bodemgebruik en omliggende gemeenten

## Demografie
Onderstaande figuur toont het verloop van het inwonertal (bron: INSEE-tellingen).

1. ↑  Populations de référence 2022.